# تريسي هيوارث
تريسي هيوارث (بالإنجليزية: Tracy Hayworth)‏ هو لاعب كرة قدم أمريكية أمريكي، ولد في 18 ديسمبر 1967 في وينشستر في الولايات المتحدة.

## وصلات خارجية
- تريسي هيوارث على موقع مرجع كرة القدم المحترفة.كوم (الإنجليزية)